# Chiesa di San Giovanni Battista (Cisliano)
La chiesa di San Giovanni Battista è la parrocchiale di Cisliano, in città metropolitana ed arcidiocesi di Milano; fa parte del decanato di Abbiategrasso.

## Storia

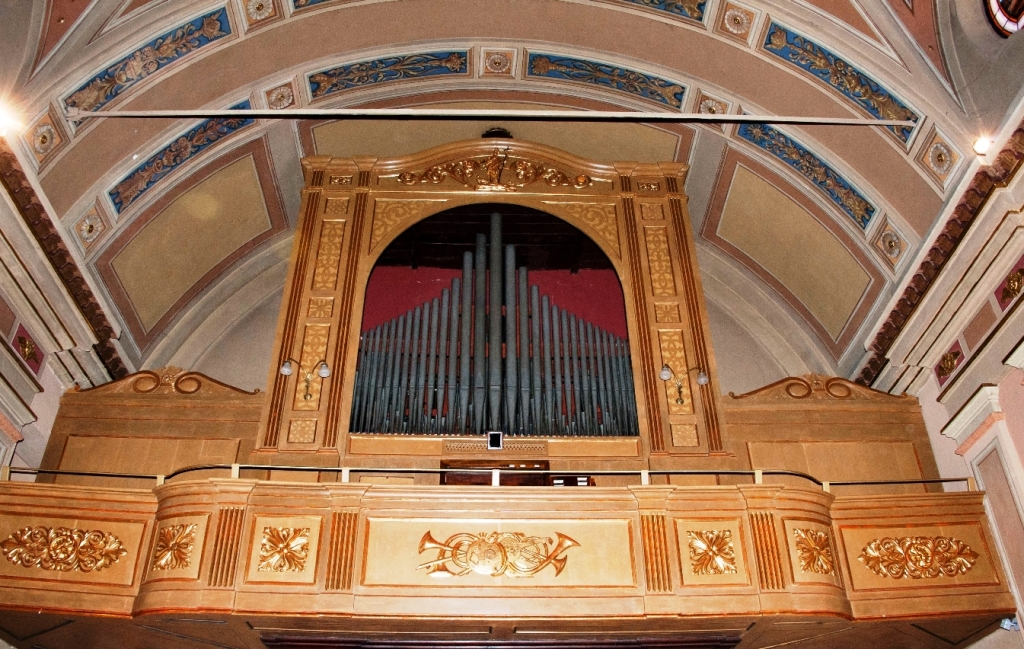
L'organo Prestinari nella chiesa parrocchiale di Cisliano, risalente al 1846

La prima citazione della presenza di un luogo di culto a Cisliano risale al XIII secolo ed è da ricercare nel Liber Notitiae Sanctorum Mediolani di Goffredo da Bussero, in cui si legge che esso dipendeva dalla pieve di San Vittore di Corbetta; questa situazione è confermata dalla Notitia cleri del 1398 e dal Liber seminarii mediolanensis del 1564.
Nel 1583 venne costruita una nuova cappella per le esigenze spirituali degli abitanti del borgo, sorta per volere di frate Basilio, appartenente al monastero milanese di Santa Maria delle Grazie; tuttavia, già pochi anni dopo, nel 1592, fu edificata una chiesa di maggiori dimensioni, che nel secolo successivo venne dotata di due nuovi altari, dedicati rispettivamente a Sant'Antonio di Padova e ai Santi Giovanni e Paolo.
Successivamente, la parrocchiale fu interessata da un intervento di rifacimento iniziato nel 1709 e protrattosi oltre il 1725, anche se non si conosce la data esatta del termine dei lavori; nel 1760 l'arcivescovo Giuseppe Pozzobonelli, compiendo la sua visita pastorale, trovò che la chiesa, in cui avevano sede le confraternite del Santissimo Sacramento e della Beatissima Vergine del Rosario, aveva come filiali gli oratori della Beata Maria Vergine del Rosario in località Rosio (oggi nel comune di Albairate), di San Bernardo nella cascina Scanna e di San Carlo alla cascina Varesina e che i fedeli ammontavano a 700, scesi poi a 633 un ventennio dopo.
Dalla relazione della visita pastorale del 1897 dell'arcivescovo Andrea Carlo Ferrari si legge che i parrocchiani erano 1503 e che la chiesa di San Giovanni Battista aveva alle proprie dipendenze le cappelle dei Santi Giovanni e Paolo, della Crocifissione al Cimitero, dei Santi Macario, Bernardo e Bordone presso la cascina Scanna, di San Giacomo Apostolo in località San Giacomo e di San Carlo Borromeo alla Varesina.
Nel 1903 la chiesa venne ampliata per rispondere in maniera adeguata alle esigenze dei fedeli, aumentati di numero nei decenni precedenti; con la nuova suddivisione territoriale dell'arcidiocesi stabilita dall'arcivescovo Giovanni Colombo, nel 1971 la parrocchia passò dal vicariato di Corbetta al decanato di Abbiategrasso.

## Descrizione
La facciata della chiesa, che volge a sudovest, è suddivisa da una cornice marcapiano in due registri, entrambi scanditi da lesene tuscaniche; quello inferiore, più largo, presenta al centro il portale maggiore, sormontato dal timpano triangolare, ai lati i due ingressi secondari, sovrastati da due timpani semicircolari, e sopra la scritta "DOM ATQUE JOHANNI BAPTISTAE NASCENTI", mentre quello superiore è caratterizzato da tre nicchie, ospitanti altrettante statue, e coronato dal frontone.
All'interno è conservata una pala eseguita dal parmigiano Camillo Procaccini.